# Lutas nos Jogos Olímpicos de Verão de 2020 - Livre até 65 kg masculino
A categoria livre até 65 kg masculino das lutas nos Jogos Olímpicos de Verão de 2020 ocorreu nos dias 6 e 7 de agosto de 2021 no Makuhari Messe, em Tóquio. Um total de 16 lutadores, cada um representando um Comitê Olímpico Nacional (CON), participaram do evento.

## Qualificação
Um total de 16 vagas foram atribuídas para a categoria livre até 65 kg masculino, cada um representando um CON, conforme abaixo:
- 6 pelo Campeonato Mundial de 2019;
- 2 pelo torneio qualificatório pan-americano;
- 2 pelo torneio qualificatório europeu;
- 2 pelo torneio qualificatório da África e Oceania;
- 2 pelo torneio qualificatório asiático;
- 2 pelo torneio qualificatório mundial.

## Formato
As competições de luta livre consistem em um torneio de eliminação simples, com uma repescagem usada para determinar os vencedores das duas medalhas de bronze. Os dois finalistas se enfrentam pelas medalhas de ouro e prata. Cada lutador que perde para um dos dois finalistas segue para a repescagem, culminando em duas lutas pela medalha de bronze com os perdedores da semifinal, cada um enfrentando o oponente restante da repescagem de sua metade da chave.

## Calendário
Horário local (UTC+9)
| Data                | Horário | Fase            |
| ------------------- | ------- | --------------- |
| 6 de agosto de 2021 | 11:00   | Qualificatórias |
| 6 de agosto de 2021 | 18:15   | Semifinais      |
| 7 de agosto de 2021 | 18:45   | Repescagem      |
| 7 de agosto de 2021 | 19:30   | Finais          |

## Medalhistas
| Ouro   | JPN Takuto Otoguro                         |
| Prata  | AZE Haji Aliyev                            |
| Bronze | ROC Gadzhimurad Rashidov IND Bajrang Punia |

## Resultados
Estes foram os resultados da competição:
Legenda
- F — Vitória por queda.

### Chaveamento
|  | Oitavas de final          | Oitavas de final          | Oitavas de final |  |  | Quartas de final          | Quartas de final          | Quartas de final   |   |                          | Semifinais               | Semifinais         | Semifinais |  |  | Final | Final | Final |
|  |                           |                           |                  |  |  |                           |                           |                    |   |                          |                          |                    |            |  |  |       |       |       |
|  | ROC Gadzhimurad Rashidov  | ROC Gadzhimurad Rashidov  | 6                |  |  |                           |                           |                    |   |                          |                          |                    |            |  |  |       |       |       |
|  | ARM Vazgen Tevanyan       | ARM Vazgen Tevanyan       | 0                |  |  | ROC Gadzhimurad Rashidov  | ROC Gadzhimurad Rashidov  | 6                  |   |                          |                          |                    |            |  |  |       |       |       |
|  | GRE Georgios Pilidis      | GRE Georgios Pilidis      | 0                |  |  | POL Magomedmurad Gadzhiev | POL Magomedmurad Gadzhiev | 2                  |   |                          |                          |                    |            |  |  |       |       |       |
|  | POL Magomedmurad Gadzhiev | POL Magomedmurad Gadzhiev | 11               |  |  |                           |                           |                    |   | ROC Gadzhimurad Rashidov | ROC Gadzhimurad Rashidov | 2                  |            |  |  |       |       |       |
|  | JPN Takuto Otoguro        | JPN Takuto Otoguro        | 6                |  |  |                           | JPN Takuto Otoguro        | JPN Takuto Otoguro | 3 |                          |                          |                    |            |  |  |       |       |       |
|  | MGL Tömör-Ochiryn Tulga   | MGL Tömör-Ochiryn Tulga   | 3                |  |  | JPN Takuto Otoguro        | JPN Takuto Otoguro        | 4                  |   |                          |                          |                    |            |  |  |       |       |       |
|  | ARG Agustín Destribats    | ARG Agustín Destribats    | 6                |  |  | HUN Iszmail Muszukajev    | HUN Iszmail Muszukajev    | 1                  |   |                          |                          |                    |            |  |  |       |       |       |
|  | HUN Iszmail Muszukajev    | HUN Iszmail Muszukajev    | 9                |  |  |                           |                           |                    |   |                          | JPN Takuto Otoguro       | JPN Takuto Otoguro | 5          |  |  |       |       |       |
|  | KAZ Daulet Niyazbekov     | KAZ Daulet Niyazbekov     | 21               |  |  |                           | AZE Haji Aliyev           | AZE Haji Aliyev    | 4 |                          |                          |                    |            |  |  |       |       |       |
|  | CUB Alejandro Valdés      | CUB Alejandro Valdés      | 11               |  |  | KAZ Daulet Niyazbekov     | KAZ Daulet Niyazbekov     | 1                  |   |                          |                          |                    |            |  |  |       |       |       |
|  | SEN Adama Diatta          | SEN Adama Diatta          | 0                |  |  | AZE Haji Aliyev           | AZE Haji Aliyev           | 9                  |   |                          |                          |                    |            |  |  |       |       |       |
|  | AZE Haji Aliyev           | AZE Haji Aliyev           | 4                |  |  |                           |                           |                    |   | AZE Haji Aliyev          | AZE Haji Aliyev          | 12                 |            |  |  |       |       |       |
|  | TUN Haithem Dakhlaoui     | TUN Haithem Dakhlaoui     | 1                |  |  |                           | IND Bajrang Punia         | IND Bajrang Punia  | 5 |                          |                          |                    |            |  |  |       |       |       |
|  | IRI Morteza Ghiasi        | IRI Morteza Ghiasi        | 5                |  |  | IRI Morteza Ghiasi        | IRI Morteza Ghiasi        | 1                  |   |                          |                          |                    |            |  |  |       |       |       |
|  | KGZ Ernazar Akmataliev    | KGZ Ernazar Akmataliev    | 3                |  |  | IND Bajrang Punia         | IND Bajrang Punia         | 2F                 |   |                          |                          |                    |            |  |  |       |       |       |
|  | IND Bajrang Punia         | IND Bajrang Punia         | 3                |  |  |                           |                           |                    |   |                          |                          |                    |            |  |  |       |       |       |

### Repescagem
|  | Repescagem              | Repescagem              | Repescagem |  | Disputa pelo bronze      | Disputa pelo bronze      | Disputa pelo bronze |  |  |  |  |
|  |                         |                         |            |  |                          |                          |                     |  |  |  |  |
|  | MGL Tömör-Ochiryn Tulga | MGL Tömör-Ochiryn Tulga | 2          |  | HUN Iszmail Muszukajev   | HUN Iszmail Muszukajev   | 0                   |  |  |  |  |
|  | HUN Iszmail Muszukajev  | HUN Iszmail Muszukajev  | 4          |  | ROC Gadzhimurad Rashidov | ROC Gadzhimurad Rashidov | 5                   |  |  |  |  |
|  |                         |                         |            |  |                          |                          |                     |  |  |  |  |
|  | SEN Adama Diatta        | SEN Adama Diatta        | 0          |  | KAZ Daulet Niyazbekov    | KAZ Daulet Niyazbekov    | 0                   |  |  |  |  |
|  | KAZ Daulet Niyazbekov   | KAZ Daulet Niyazbekov   | 10         |  | IND Bajrang Punia        | IND Bajrang Punia        | 8                   |  |  |  |  |

## Classificação final
| Pos.              | Lutador                   |
| ----------------- | ------------------------- |
| Medalha de ouro   | JPN Takuto Otoguro        |
| Medalha de prata  | AZE Haji Aliyev           |
| Medalha de bronze | ROC Gadzhimurad Rashidov  |
| Medalha de bronze | IND Bajrang Punia         |
| 5                 | HUN Iszmail Muszukajev    |
| 5                 | KAZ Daulet Niyazbekov     |
| 7                 | POL Magomedmurad Gadzhiev |
| 8                 | IRI Morteza Ghiasi        |
| 9                 | MGL Tömör-Ochiryn Tulga   |
| 10                | CUB Alejandro Valdés      |
| 11                | ARG Agustín Destribats    |
| 12                | KGZ Ernazar Akmataliev    |
| 13                | TUN Haithem Dakhlaoui     |
| 14                | ARM Vazgen Tevanyan       |
| 15                | GRE Georgios Pilidis      |
| 16                | SEN Adama Diatta          |